# Bruno Baronchelli
Bruno Baronchelli, né le 13 janvier 1957 à Tours, est un footballeur international français reconverti en entraîneur. Il est apparu 6 fois en Équipe de France et a marqué un but d'anthologie contre le Portugal en 1978.

## Biographie

### Carrière de Joueur
Bruno Baronchelli passe l'essentiel de sa carrière au FC Nantes, jouant 323 matches en championnat et marquant 67 buts en faveur du club. Il fait partie du fameux trio d'attaque Amisse - Pécout - Baronchelli qui sévit durant plusieurs années en 1re division. 
Bruno Baronchelli peut évoluer à divers postes tels que milieu défensif, offensif ou avant-centre, mais son poste de prédilection reste ailier droit. 
Durant les treize saisons qu'il passe au FC Nantes, il remporte trois titres de champion de France (1977, 1980, 1983) ainsi qu'une Coupe de France en 1979. 
Une blessure au genou en 1985 vient ternir la fin de sa carrière professionnelle qu'il passe du côté du Havre.

### Carrière d'entraîneur
Sa carrière d'entraîneur commence au début des années 1990 à Saint-Lô en tant qu'entraîneur-joueur. Il intègre ensuite le staff du Havre AC pendant 10 ans. 
Il rejoint par la suite son ami Vahid Halilhodžić à Lille en 2001 avant de le suivre au Stade rennais puis au Paris SG, où il occupe à chaque fois les fonctions d'entraîneur adjoint. En octobre 2005, il rejoint à nouveau Halilhodzic à Trabzonspor en Turquie. En 2008, il dirige avec Vahid Halilhodzic la sélection ivoirienne.
Lors de la saison 2011-12, il rejoint son club de cœur, le FC Nantes, aux côtés de Landry Chauvin puis de Michel Der Zakarian. Avec ce dernier, il fait remonter le club dans l'élite à la fin de la saison. 2012/2013.  
Le samedi 22 mars 2014, lors du match FC Nantes-Montpellier HSC comptant pour la 30e journée du championnat de France de Ligue 1, Bruno Baronchelli prend, seul, la tête de l'équipe en remplacement de Michel Der Zakarian, contraint au repos à la suite d'une douleur à la hanche.

## Palmarès joueur

### En club
- Champion de France en 1977, en 1980 et en 1983 avec le FC Nantes
- Vainqueur de la Coupe de France en 1979 avec le FC Nantes
- Vainqueur de la Coupe Gambardella en 1974 et en 1975 avec le FC Nantes
- Vice-champion de France en 1978, en 1979, 1981, en 1985 et en 1986 avec le FC Nantes
- Finaliste de la Coupe de France en 1983 avec le FC Nantes

### EnÉquipe de France
- 6 sélections et 1 but entre 1977 et 1981
- Participation aux Jeux Olympiques en 1976 (1/4 de finaliste)

## Statistiques

### Joueur
- 337 matchs et 68 buts en Division 1
- 38 matchs et 2 buts en Division 2
- 10 matchs et 1 but en Coupe des clubs champions européens
- 5 matchs et 2 buts en Coupe d'Europe des Vainqueurs de Coupe
- 5 matchs et 1 but en Coupe de l'UEFA

| Saison                | Club                  | Championnat           | Championnat | Championnat | Coupe(s) nationale(s) | Coupe(s) nationale(s) | Compétition(s) continentale(s) | Compétition(s) continentale(s) | Compétition(s) continentale(s) | France | France | Total | Total |
| Saison                | Club                  | Division              | M.          | B.          | M.                    | B.                    | Comp.                          | M.                             | B.                             | M.     | B.     | M.    | B.    |
| 1974-1975             | FC Nantes             | Division 1            | 6           | 0           | -                     | -                     | -                              | -                              | -                              | -      | -      | 6     | 0     |
| 1975-1976             | FC Nantes             | Division 1            | 15          | 1           | 1                     | 0                     | -                              | -                              | -                              | -      | -      | 16    | 1     |
| 1976-1977             | FC Nantes             | Division 1            | 37          | 11          | 8                     | 3                     | -                              | -                              | -                              | 2      | 0      | 47    | 14    |
| 1977-1978             | FC Nantes             | Division 1            | 32          | 5           | 6                     | 2                     | C1                             | 4                              | 0                              | 2      | 1      | 44    | 8     |
| 1978-1979             | FC Nantes             | Division 1            | 34          | 12          | 8                     | 1                     | C3                             | 2                              | 0                              | -      | -      | 44    | 13    |
| 1979-1980             | FC Nantes             | Division 1            | 29          | 4           | 3                     | 0                     | C2                             | 5                              | 2                              | -      | -      | 37    | 6     |
| 1980-1981             | FC Nantes             | Division 1            | 29          | 11          | 4                     | 1                     | C1                             | 4                              | 0                              | 2      | 0      | 39    | 12    |
| 1981-1982             | FC Nantes             | Division 1            | 30          | 8           | 1                     | 0                     | C3                             | 2                              | 1                              | -      | -      | 33    | 9     |
| 1982-1983             | FC Nantes             | Division 1            | 35          | 7           | 8                     | 2                     | -                              | -                              | -                              | -      | -      | 43    | 9     |
| 1983-1984             | FC Nantes             | Division 1            | 32          | 4           | 6                     | 1                     | C1                             | 2                              | 1                              | -      | -      | 40    | 6     |
| 1984-1985             | FC Nantes             | Division 1            | 23          | 3           | 1                     | 0                     | -                              | -                              | -                              | -      | -      | 24    | 3     |
| 1985-1986             | FC Nantes             | Division 1            | 9           | 1           | 1                     | 0                     | -                              | -                              | -                              | -      | -      | 10    | 1     |
| 1986-1987             | FC Nantes             | Division 1            | 12          | 0           | 1                     | 0                     | C3                             | 1                              | 0                              | -      | -      | 14    | 0     |
| Sous-total            | Sous-total            | Sous-total            | 323         | 67          | 48                    | 10                    | -                              | 20                             | 4                              | 6      | 1      | 397   | 82    |
| 1987-1988             | Le Havre AC           | Division 1            | 14          | 1           | -                     | -                     | -                              | -                              | -                              | -      | -      | 14    | 1     |
| 1988-1989             | Le Havre AC           | Division 2            | 20          | 1           | 1                     | 0                     | -                              | -                              | -                              | -      | -      | 21    | 1     |
| 1989-1990             | Le Havre AC           | Division 2            | 18          | 1           | -                     | -                     | -                              | -                              | -                              | -      | -      | 18    | 1     |
| Sous-total            | Sous-total            | Sous-total            | 52          | 3           | 1                     | 0                     | -                              | 0                              | 0                              | 0      | 0      | 53    | 3     |
| 1990-1991             | FC Saint-Lô           | Division 3            | 0           | 0           | -                     | -                     | -                              | -                              | -                              | -      | -      | 0     | 0     |
| Sous-total            | Sous-total            | Sous-total            | 0           | 0           | 0                     | 0                     | -                              | 0                              | 0                              | 0      | 0      | 0     | 0     |
| Total sur la carrière | Total sur la carrière | Total sur la carrière | 375         | 70          | 49                    | 10                    | -                              | 20                             | 4                              | 6      | 1      | 450   | 85    |

### Entraîneur
| Équipe      | Division   | Pays   | Début | Fin   | Matchs | Matchs | Matchs | Matchs | Stats | Stats | Stats |
| Équipe      | Division   | Pays   | Début | Fin   | J      | V      | N      | D      | Vic.% | Nul.% | Déf.% |
| ----------- | ---------- | ------ | ----- | ----- | ------ | ------ | ------ | ------ | ----- | ----- | ----- |
| FC Saint-Lô | Division 3 | France | 1990  | 1991  | 30     | 6      | 18     | 6      | 20 %  | 60 %  | 20 %  |
| Total       | Total      | Total  | Total | Total | 30     | 6      | 18     | 6      | 20 %  | 60 %  | 20 %  |